# Alexej Sergejevič Bogomolov
Alexej Sergejevič Bogomolov (rusky Алексе́й Серге́евич Богомо́лов; 20. srpna 1927 v Moskvě – 27. února 1983 tamtéž) byl sovětský filosof, vysokoškolský pedagog, doktor filosofických věd, profesor katedry dějin zahraniční filosofie Filosofické fakulty Lomonosovovy univerzity, kde působil od roku 1958 až do konce života. Zemřel při své přednášce na srdeční selhání kvůli komplikacím způsobeným cukrovkou.

## Publikace
- Богомолов А. С. Английская буржуазная философия XX века. — М.: Мысль, 1973. — 320 с.
- Богомолов А. С. «Наука логики» Гегеля и современные проблемы диалектики // Voprosy filosofii. — 1981. — № 2.
- Современная буржуазная философия. — М., 1972. Учебник под ред. А. С. Богомолова, Ю. К. Мельвиля, И. С. Нарского
Буржуазная философия кануна и начала империализма Archivováno 22. 11. 2021 na Wayback Machine.. — М., 1977. Учебник под ред. А. С. Богомолова, Ю. К. Мельвиля, И. С. Нарского
Современная буржуазная философия. — М., 1978. Учебник под ред. А. С. Богомолова, Ю. К. Мельвиля, И. С. Нарского
- Богомолов А. С., Ойзерман Т. И. Основы теории историко-философского процесса Archivováno 12. 2. 2020 na Wayback Machine.. — М., 1983.

### Česká vydání
- BOGOMOLOV, A. S. Odd. 2–7 kapitoly II, kapitoly III, V, VI, VIII a odd. 1 kapitoly XIII. In: BOGOMOLOV, A. S.; MELVIL, J. K.; NARSKIJ, I. S. Současná buržoazní filozofie. 1. vyd. Praha: Svoboda, 1978. Kritická studie sovětských filozofů analyzuje hlavní směry buržoazní filozofie v posledním století. Pojednává o novokantovství, o charakteristických rysech pozitivismu konce 19. a začátku 20. století, o absolutním idealismu, pragmatismu, novopozitivismu, vzniku, ideově teoretických základech a filozofické podstatě existencialismu, fenomenologii, novotomismu aj.

### Slovenské překlady
- BOGOMOLOV, A.S.; GARADŽA, Viktor; KARIMSKIJ, Aňur; KUZNĚCOV, Vitalij. Súčasná buržoázna filozofia a náboženstvo (původním názvem: Современная буржуазная философия и религия). Redakce : A.S. Bogomolov. 1. vyd. Bratislava: Pravda, 1980. 427 s. (slovensky) Obrázek a obsah.